# Бемиџи (Минесота)
Бемиџи (енгл. Bemidji) град је у америчкој савезној држави Минесота.

## Демографија
По попису из 2010. године број становника је 13.431, што је 1.514 (12,7%) становника више него 2000. године.
| Група             | 2000.         | 2010.          |
| Белци             | 9.974 (83,7%) | 10.817 (80,5%) |
| Афроамериканци    | 91 (0,8%)     | 155 (1,2%)     |
| Азијати           | 133 (1,1%)    | 187 (1,4%)     |
| Хиспаноамериканци | 136 (1,1%)    | 250 (1,9%)     |
| Укупно            | 11.917        | 13.431         |